# Svend Madsen
Svend Meulengracht Madsen (Vejle, 17 maart 1897 - Gentofte, 10 september 1990) was een Deens turner. 
Madsen won met de Deense ploeg de gouden medaille in de landenwedstrijd vrij systeem in 1920 in het Belgische Antwerpen.

## Resultaten

### Olympische Zomerspelen
| Jaar | Plaats    | Resultaten                         |
| ---- | --------- | ---------------------------------- |
| 1920 | Antwerpen | in de landenwedstrijd vrij systeem |